# Tsaatan

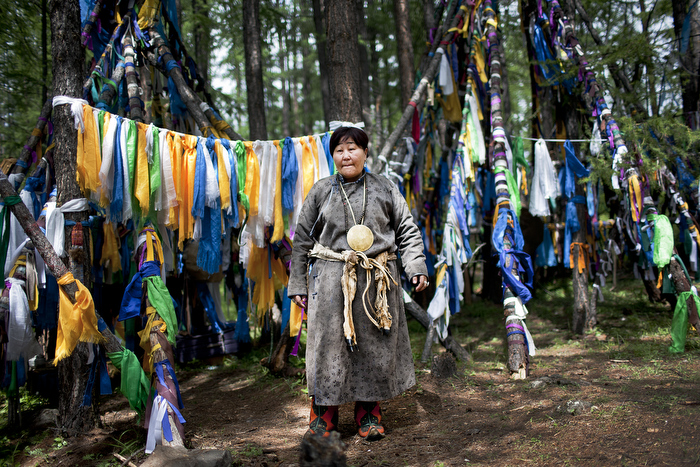
Chaman Tsaatan se préparant pour une cérémonie dans le nord de la Mongolie

Les Tsaatan (mongol : Цаатан) ou Doukha (духа́) sont un peuple turcique de langue Touvaine vivant au nord de la Mongolie dans les forêts proches du lac Khövsgöl (aïmag de Khövsgöl) et jusqu'en Russie. Ils sont traditionnellement des éleveurs de rennes nomades se déplaçant dans la taïga au gré des saisons et des pâturages de leurs troupeaux. « Tsaa » signifie « renne » en idiome tsaatan : les Tsaatans sont « ceux qui vivent avec les rennes », mais cette appellation est un exonyme mongol, eux-mêmes préfèrent se nommer de leur propre endonyme « les gens de la Taïga ». La population actuelle tsaatan est d'environ quatre-vingt familles dont la moitié vit toujours dans la taïga (les autres ont pour moitié adopté le mode de vie nomade mongol et l'autre moitié se sont sédentarisés).  Leur mode de vie traditionnel est structuré autour de leurs troupeaux de rennes: ils leur imposent le nomadisme, leur servent de montures et de bête de bât, de source de nourriture (viande et lait), d'habillement et de monnaie d'échange. Ils vivent dans de simples tentes de toile facile à transporter, et se regroupent en général par famille. Comme les mongols, ils portent le Deel, généralement de couleur bleue.
Animistes, leurs groupes comptent quelques chamanes.
Les Tsataan subirent une sédentarisation forcée lors de la période collectiviste, mais une partie d'entre eux reprit leur vie nomade à partir des années 1990. Malgré cela, leur mode de vie traditionnel est aujourd'hui en train de disparaître. 
En 2000, Jean-Christophe Grangé, dans son livre Le Concile de pierre, a traité d'un mythe des Tsaatan, livre adapté au cinéma par Guillaume Nicloux en 2006.

## Sources

### Rapports officiels

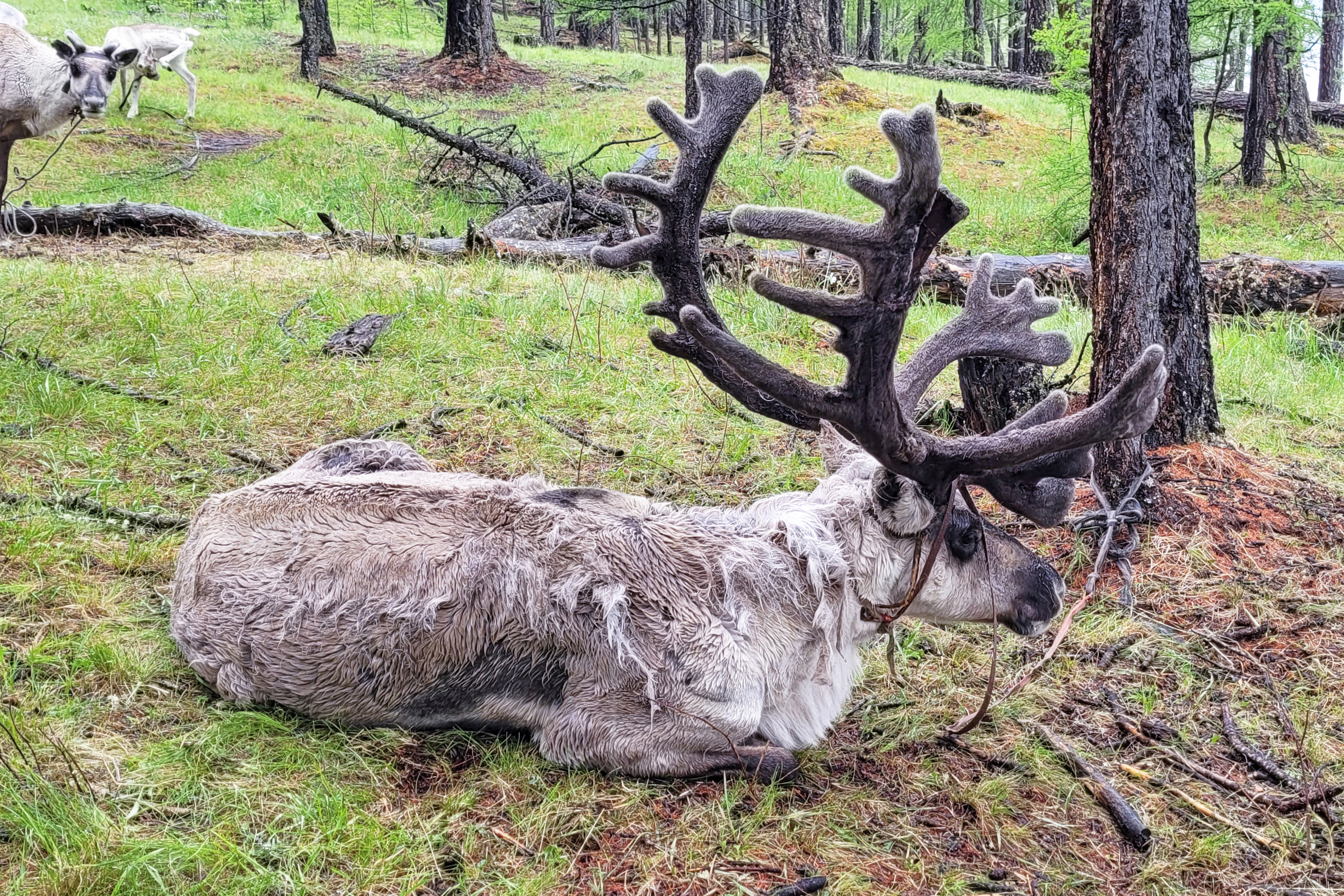
Renne élevé par les Tsaatan en Mongolie

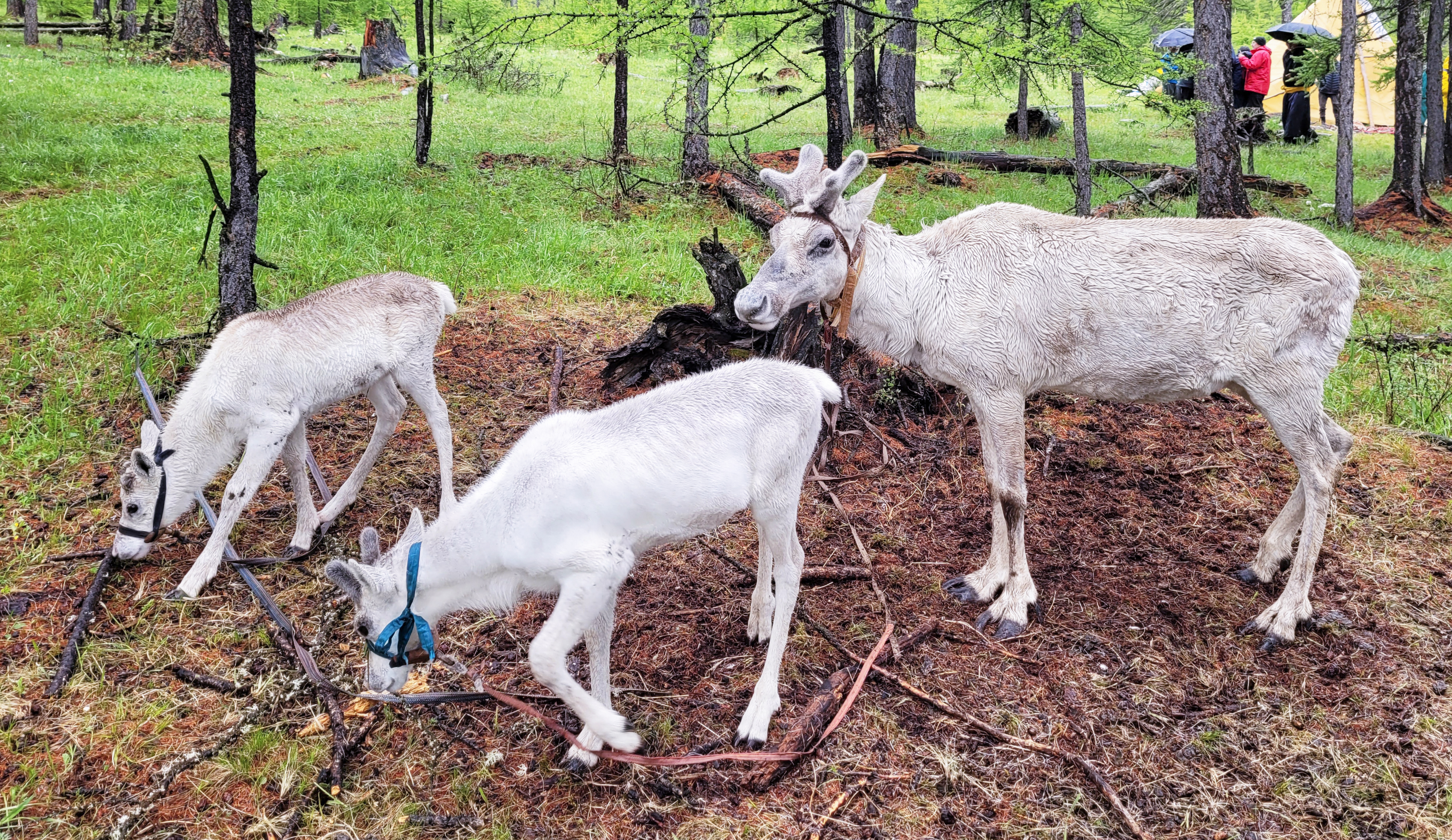
Femelle et petits

- 2011 : la thèse Les éleveurs de rennes des Monts Sayan est soutenue et obtenue avec mention très honorable après plus de 10 ans de travail et réflexion de la part de l'auteur Magali Schneider à l'UFR de Géographie de Rouen (76). Cet ouvrage qui commence par une étude statistique des Tsaatan en leur demandant de s'interroger sur leur mode de vie passé, présent et futur se poursuit par une comparaison avec les deux autres groupes de l'autre côté de la frontière : les Todzas, Todzhines, Touvains de Touva et les Tofalars du raïon d'Irkoutsk (Russie).  La dernière partie est une monographie entièrement consacrée aux Tsaatan. L'auteur, qui vit dans les pays de la Loire, a rencontré les Tsaatan pour la première fois en avril 1997 et continue à leur rendre visite tous les ans amicalement depuis la fin de sa thèse.
- (en) Changing Taiga: Challenges for Mongolia’s Reindeer Herders (2012). Un rapport du Programme des Nations unies pour l'environnement qui « montre la nécessité de prendre des mesures de toute urgence pour soutenir en Mongolie les éleveurs de rennes [Doukha] qui sont menacés par les mines sauvages, la déforestation, la pollution de l'eau et les changements climatiques »[4].
- 2013 : à la suite de la visite du Président de la Mongolie en personne, une aide du gouvernement mongol a été attribuée. Les Tsaatan perçoivent désormais une aide pécuniaire égale à un demi salaire soit 130 000 tu par adulte et 65 000 tu par enfant (2 000 tu valent un euro fin août 2013). Les conditions sont de vivre dans la taïga, posséder des rennes, ne plus aller chasser et ne plus vendre des rennes sauf pour reconstituer des troupeaux dans les familles ayant peu de bêtes. En plus, une école d'été est constituée afin de donner aux enfants des cours de langue touvaine, la langue vernaculaire. Les jeunes Tsaatanes bénéficient d'ailleurs des frais d'université pris en charge par l'État. Ce projet s'étalera sur 3 ans avec une possibilité de prolongation de 2 ans.
- Cette aide a été transformée en salaire qui a suivi l'inflation. Les Tsaatan ont désormais de quoi vivre et achètent de la viande pour ne plus tuer des rennes pour s'alimenter, une maison au village pour scolariser les enfants qui poursuivent des études s'ils le souhaitent. Le cheptel atteint 2000 têtes :  du jamais vu ! Ils récupèrent ainsi un peu de l'argent généré par le tourisme. Ils ont ce qu'ils souhaitaient lors de l'enquête de Magali Schneider :  que la technologie et le savoir les aident à rester dans la taïga.

### Livres
- Angèle Mayeux et Jacques Mayeux, Les Tsaatanes : le peuple des rennes, Paris, Solar, 2005, 188 p. (ISBN 2-263-03943-0)
- Jacqueline Thevenet, La Mongolie, KARTHALA Editions, 2007, 232 p. (ISBN 978-2-84586-922-6 et 2-84586-922-3, lire en ligne)

### Audiovisuel

#### Documentaires
Shaman Tourde l'anthropologue Laetitia Merliqui montre comment de plus en plus de Tsaatan descendent de la Taïga au lac Khövsgöl pour être sur la route des tours-opérateurs dans l'espoir de gagner de l'argent grâce au tourisme.

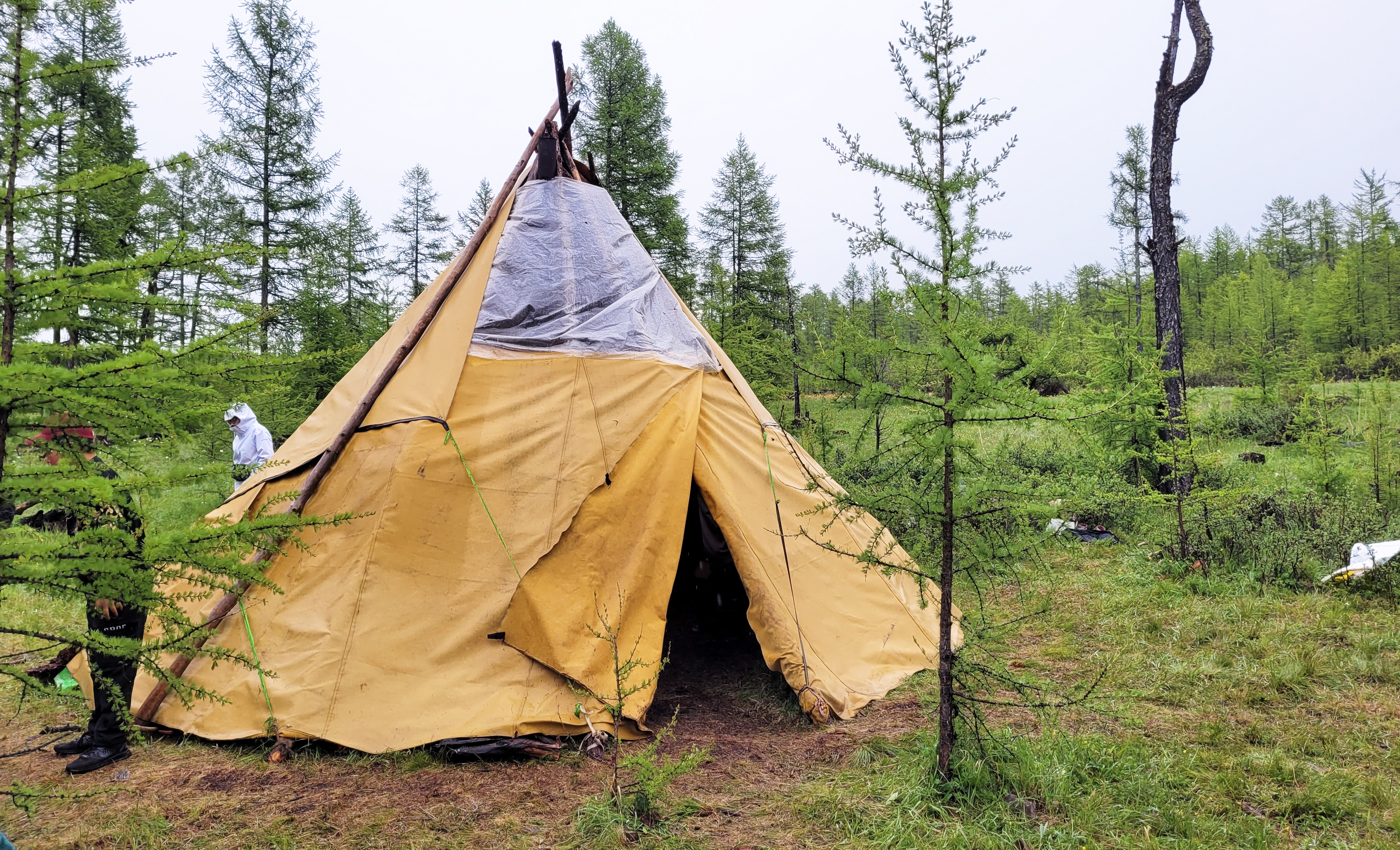
Campement Tsaatan près du lac Khövsgöl en Mongolie

- Les Seigneurs des animaux : Les Tsaatan, ceux qui chevauchent les rennes, documentaire de 26 minutes réalisé par Jacques Malaterre (Boréales, 1995)
- Sur la piste du renne blanc, film dépeignant la vie des Tsaatan, réalisé par Hamid Sardar (ZED, 2008[5])
- Rendez-vous en terre inconnue, documentaire présenté par Frédéric Lopez avec Virginie Efira (Adenium Productions, 2010, diffusé sur France 2[6])
- Chemins d'école, chemins de tous les dangers : série documentaire de Karsten Scheuren. Episode La Mongolie avec des enfants Tsaatan sur les chemins glacés périlleux en direction de l'école.
- Ushuaïa nature - L'esprit nomade : Mongolie.
- Mongolie, un hiver tsaatan, documentaire d'Arte dans l'émission Vies d'Ailleurs de la collection Voyages et Découvertes, disponible gratuitement sur le site du 8/03/2024 au 13/05/2024[3].

#### Films de  fiction
- Fils du Ciel, film de Enkhtaivan Agvaantseren (Idugan Entertainment, 2012[7])
- Un Monde plus Grand, de Fabienne Berthaud avec Cécile de France.